# Diamantina (miasto)
Diamantina – miasto we wschodniej Brazylii, w stanie Minas Gerais, w górach Serra do Espinhaço.
Miasto było ważnym ośrodkiem handlowym i górniczym. Wydobywano tutaj złoto i diamenty (stąd wzięła się jego nazwa). Obecnie znajduje się w mieście muzeum diamentów. W mieście rozwinął się przemysł włókienniczy oraz hutniczy. W 1999 zabytkowe centrum miasta, w którym zachowały się  barokowe zabytki architektury kolonialnej, zostało wpisane na listę światowego dziedzictwa UNESCO.
Z Diamantiny pochodził prezydent Brazylii Juscelino Kubitschek de Oliveira.